# Ninoțminda
Ninotsminda este un oraș în Georgia.